# La Chanson des gueux
Pour l’article homonyme, voir La Chanson des gueux (Naguib Mahfouz).
La Chanson des gueux est un recueil de poèmes de Jean Richepin paru originellement en mai-juin 1876 chez Decaux, puis republié en 1881 sous une forme très différente dite "définitive" chez Dreyfous, mais il y aura bien d'autres éditions jusqu'à aujourd'hui (voir ci-dessous la section "Principales éditions").
En 1876, le public découvre Richepin avec La Chanson des gueux, placée dès le prologue sous l'égide de François Villon. Elle vaut immédiatement à son auteur un procès pour outrage aux bonnes mœurs. Le livre est saisi, des passages et des poèmes sont censurés et son auteur est condamné à un mois de prison à Sainte-Pélagie, à une amende et à la privation de ses droits civils et politiques. Il abordera sa mésaventure carcérale avec humour en modifiant un passage censuré ainsi : 

« Ici deux gueux s'aimaient jusqu'à la pamoison,
Et ceci m'a valu trente jours de prison... »

En 1881, Richepin publie une version remaniée qui tient compte de la censure : il supprime deux poèmes, Ballade de joyeuse vie et Fils de fille, plus la traduction de deux "Sonnets bigornes", et en corrige trois, Idylle de pauvres, Frère, il faut vivre, et Voyou. Parallèlement, il en modifie d'autres et surtout il en ajoute trente-cinq inédits, ainsi qu'une préface et un "Glossaire argotique" final. Par exemple, il remanie le premier "Sonnet bigorne" de la partie "GUEUX DES CHAMPS", dont il répertorie ensuite les termes dans le glossaire final et qu'il fait suivre par un "Autre sonnet bigorne" inédit avant 1881.

## Plan de l'ouvrage (édition de 1881)
- Prologue : Ballade du Roi des Gueux
- Gueux des champs
  - Chansons de mendiants (14 poèmes)
  - Les Plantes, les Choses, les Bêtes (10 poèmes)
  - L’Odyssée du vagabond (12 poèmes)
- Gueux de Paris
  - À Raoul Ponchon (1 poème)
  - Les Quatre Saisons (23 poèmes)
  - Au pays de Largonji (18 poèmes)
- Nous autres gueux
  - Nos gaietés (12 poèmes)
  - Nos tristesses (11 poèmes)
  - Nos gloires (8 poèmes)
- Épilogue : La fin des gueux

## Principales éditions
Une étude bibliographique de Denis Delaplace (150 ans d’éditions de la Chanson des Gueux de Jean Richepin, e-book Kindle-Amazon, 2022, 100 p.) retient cinq versions textuelles de référence (Decaux 1876, Dreyfous 1881, Dreyfous 1885, Charpentier 1890-1891 et Pelletan 1910) parmi les nombreuses éditions différentes de 1876 à nos jours, dont certaines ont connu plusieurs rééditions et dont d'autres ont été illustrées par des artistes pour des éditions bibliophiliques ou plus populaires. 
- 1876, La Chanson des Gueux, Paris, Librairie Illustrée (Georges Decaux), 1876 (lire en ligne sur Gallica). Voir reproduction dans La Chanson des Gueux de Jean Richepin, première édition de 1876 avant la censure, avec cinq annexes, par Denis Delaplace, e-books Kindle-Amazon, 2020, 570 p.
- 1876 (2), La Chanson des Gueux, deuxième édition (sans les pièces et les passages censurés), Paris, Libraire Illustrée (Georges Decaux), 1876 (lire en ligne sur Gallica).
- 1881, La Chanson des Gueux (édition définitive revue et augmentée d'un grand nombre de poèmes nouveaux, d'une préface inédite et d'un glossaire argotique), Paris, Maurice Dreyfous, 1881 (disponible sur Internet Archive). Cette édition supprime les passages et pièces censurés en 1876.
- 1881, La chanson des Gueux. Pièces supprimées, Bruxelles, Henry Kistemaeckers, 23 p. (lire en ligne sur Gallica).
- 1890-1891, La Chanson des Gueux, nouvelle édition, Paris, Charpentier. Cette édition, basée sur celle de 1881 à laquelle elle apporte des corrections mineures, a été maintes fois rééditée dans la "Bibliothèque-Charpentier" jusqu'au milieu du vingtième siècle.
- 1910, La Chanson des Gueux, édition intégrale, Paris, Édouard Pelletan, 1910 (lire en ligne sur Gallica). Cette édition d'art illustrée par Steinlen reprend celle de 1885, dans laquelle elle réintroduit en partie, mais dans des versions remaniées, les passages et pièces censurés en 1876.
- La Chanson des gueux (Wikisource) [Poème "Les mômes" incomplet (06-08-2022) en raison de la reproduction fautive, par le site Gallica de la Bibliothèque nationale de France, de l'édition de 1881].

## Postérité
Le poème le plus connu du recueil (et peut-être de la totalité de l'œuvre de Jean Richepin) est Oiseaux de passage, le dernier de la section Les Plantes, les Choses, les Bêtes. Il a en effet été adapté (et amputé) en chanson, sous le titre Les oiseaux de passage par Georges Brassens dans l'album Misogynie à part sorti en 1969.
Brassens a aussi adapté, sous le titre Les Philistins en 1957, le deuxième poème, Chanson des cloches de baptême, de la troisième partie du recueil.
Le chanteur français Rémo Gary a mis en musique plus d'une dizaine de poèmes de Jean Richepin dans son album et spectacle sorti en 2007 "Même pas foutus d'être heureux"